# Jeux nordiques de l'OPA
Les Jeux nordiques de l'OPA sont des compétitions de ski nordique organisées annuellement par l'organisation des fédérations de ski des pays alpins. Ces Jeux, qui s'adressent aux jeunes sportifs, ont eu lieu pour la première fois en 1986. Ils remplacent la Coupe Berauer, du nom du champion allemand Gustav Berauer, qui eut lieu de 1963 à 1985. Ils ont lieu chaque année, début mars, dans un pays différent dont la fédération de ski est membre de l'OPA. Ils se déroulent pendant trois jours.

## Participants
Les pays membres de l'OPA sont seuls habilités à participer. Ce sont les huit pays suivants :
- Allemagne
- Autriche
- Suisse
- France
- Italie
- Liechtenstein
- Slovénie
- Espagne

Les compétitions sont classées par âge : U15 (moins de quinze ans - minimes) et U16 (moins de seize ans - cadets).
Pour chacune de ces catégories d'âge, le nombre de membres de chaque délégation est défini par le règlement.

## Compétitions
- Saut : épreuves individuelles et par équipes, tant pour minimes et cadets masculins que féminins (équipes de 4 pour les garçons, de 3 pour les filles)
- Fond :
  - épreuve individuelle de 5 kilomètres tant pour les minimes que pour les cadettes, mais épreuve par équipes (3 x 3,3 kilomètres) pour les seules cadettes
  - épreuve individuelle de 5 kilomètres pour les minimes, de 7,5 kilomètres pour les cadets, épreuve par équipes (3 x 3,3 kilomètres) pour les seuls cadets
- Combiné :
  - épreuve individuelle de 4 kilomètres pour les minimes, de 6 kilomètres pour les cadets, épreuve par équipes (4 x 3,3 kilomètres) pour les seuls cadets
  - épreuve individuelle de 4 kilomètres tant pour les minimes que pour les cadettes - pas d'épreuve par équipes pour l'instant

### Règlement
Les courses suivent les règlements de la fédération internationale de ski. Les tremplins doivent avoir des dimensions comprises entre HS 75 & HS 99. Les combinés ont l'autorisation de participer aux épreuves de saut spécial. L'équipement des sauteurs ainsi que leurs indices de masse corporelle suivent le règlement de la Coupe OPA.

### Points
| Épreuves individuelles et par équipes : |
| --- |
| - 1e: 25 points - 2e: 18 points - 3e: 15 points - 4e: 12 points - 5e: 10 points - 6e: 8 points - 7e: 6 points - 8e: 4 points - 9e: 2 points - 10e: 1 point |

Comptent pour le classement des nations comptent :
- pour les épreuves individuelles, les deux meilleures places des minimes des deux sexes ainsi que les deux meilleures places des cadettes et des cadets,
- pour les épreuves par équipes la seule place des meilleurs de chaque pays.

Mais il est arrivé que toutes les places soient comptabilisées.

### Récompenses
Outre les traditionnelles médailles d'or, d'argent et de bronze, le pays ayant remporté le plus grand nombre de points se voit récompensé.

## Hôtes
| Année     | Lieu                     |
| --------- | ------------------------ |
| 1986      | Ferlach                  |
| 1987      | Schönau                  |
| 1988      | Yougoslavie              |
| 1989      | Italie                   |
| 1990      | Rastbüchl                |
| 1991      | Einsiedeln               |
| 1992      | Autriche                 |
| 1993      | Rastbüchl                |
| 1994      | Planica                  |
| 1995      | Val di Fiemme            |
| 1996      | Samoëns                  |
| 1997      | Suisse                   |
| 1998      | Stams                    |
| 1999      | Baiersbronn              |
| 2000      | Planica                  |
| 2001      | Klingenthal              |
| 2002      | Autrans                  |
| 2003      | Chaux-Neuve & Le Brassus |
| 2004      | Eisenerz                 |
| 2005      | Oberwiesenthal           |
| 2006      | Planica                  |
| 2007      | Toblach                  |
| 2008      | Bois-d’Amont             |
| 2009      | Baiersbronn              |
| 2010      | Eisenerz                 |
| 2011      | Baiersbronn & Einsiedeln |
| 2012 (de) | Žiri / Pokljuka          |
| 2013 (de) | Hirschau                 |
| 2014      | Gérardmer                |
| 2015 (de) | Seefeld                  |
| 2016      | Tarvisio & Villach       |
| 2017      | Hinterzarten             |
| 2018      | Planica                  |
| 2019      | Kandersteg               |
| 2020      | Villach                  |